# Coxe Islands
Coxe Islands är öar i Kanada.   De ligger i territoriet Nunavut, i den nordöstra delen av landet, 2 700 km norr om huvudstaden Ottawa. Arean är 37 kvadratkilometer.
Terrängen på Coxe Islands är platt. Öns högsta punkt är 70 meter över havet. Den sträcker sig 9,6 kilometer i nord-sydlig riktning, och 14,6 kilometer i öst-västlig riktning.
Trakten runt Coxe Islands består i huvudsak av gräsmarker.